# Beauté grandeur nature
Pour plus de détails, voir Fiche technique et Distribution.
Beauté grandeur nature est un documentaire franco-béninois réalisé en 2005.

## Synopsis
Dans divers pays africains, et particulièrement au Bénin, des centaines de femmes, de toutes les classes sociales, exhibent leurs corps avec fierté et élégance. Elles pèsent entre 80 et 110 kg et se moquent des critères de beauté conventionnels. On les appelle les « Filles Benz ». Elles ont servi de modèle et d’inspiration à une nouvelle génération de femmes africaines. L’élection de Miss Benz, filmée à Cotonou en 2004, fut l’occasion pour donner la parole à ces femmes, de montrer leurs inquiétudes, leur vie familiale et professionnelle’.

## Fiche technique
- Réalisation : Sanvi Panou
- Production : Olympide Productions
- Scénario : Sanvi Panou
- Image : Apollinaire Aivadji
- Son : Ares Honvoh
- Musique : King Mensah
- Montage : Franck Cotelle